# 1970 au cinéma
| Années du cinéma : 1967 - 1968 - 1969 - 1970 - 1971 - 1972 - 1973    |
| Décennies du cinéma : 1940 - 1950 - 1960 - 1970 - 1980 - 1990 - 2000 |

Cet article présente les faits marquants de l'année 1970 au cinéma.

## Événements
- 1er juillet : Réforme de la censure en Grande-Bretagne. Un nouveau classement est adopté : "U", film tous publics, "A", film sans restriction étant entendu que les parents emmènent leurs enfants sous leur responsabilité, "AA", film interdit aux moins de 14 ans, "X", film interdit aux moins de 18 ans.
- Le 7 juillet, le gouvernement du Soudan nationalise l'ensemble des circuits de distribution cinématographique.
- 5 août : Inauguration du premier drive-in en région parisienne, à Rungis, qui comprend un parking de 1 000 places.
- Le 26 septembre, la villa Médicis ouvre désormais ses portes aux cinéastes.
- 1er octobre : L'industrie cinématographique américaine attaque en justice les chaînes de télévision CBS et ABC sur la base des lois anti-trust afin de faire cesser leur activité de production de films.
- 29 novembre : La Guilde des scénaristes américains abroge la clause de ses statuts interdisant aux auteurs communistes d'en devenir membre.

## Principales sorties en salles enFrance
- 21 janvier : La Nuit des morts-vivants (Night of the Living Dead) George A. Romero
- 18 février : Les Damnés (La Caduta degli dei) de Luchino Visconti
- 25 février : L'Enfant sauvage de François Truffaut
- 27 février : Le Boucher de Claude Chabrol
- 18 mars : Les Choses de la vie de Claude Sautet
- 20 mars : Borsalino de Jacques Deray
- 29 avril : Tristana de Luis Buñuel
- 1er mai : Kes de Ken Loach et M*A*S*H de Robert Altman
- 1er septembre : Domicile conjugal de François Truffaut
- 14 octobre : Le Mur de l'Atlantique de Marcel Camus
- 23 octobre : Le Cercle rouge de Jean-Pierre Melville
- 16 décembre : Peau d'Âne de Jacques Demy.

- La Stratégie de l'araignée (la Strategia del ragno) et Le Conformiste (Il conformista), films de Bernardo Bertolucci.

## Festivals

### Cannes
- Palme d'or : M*A*S*H de Robert Altman
- Prix de la mise en scène : John Boorman pour Leo the Last
- Prix de la Critique Internationale : Enquête sur un citoyen au-dessus de tout soupçon (Indagine su un cittadino al di spora di ogni sospetto) d'Elio Petri
- Prix d'interprétation féminine : Ottavia Piccolo dans Metello de Mauro Bolognini
- Prix d'interprétation masculine : Marcello Mastroianni dans Drame de la jalousie (Dramma della Gelosia) d'Ettore Scola
- Palme du court métrage : The Magic Machines de Bob Curtis

### Autres festivals
- Mostra de Venise : Pas de compétition. Orson Welles reçoit un Lion d'or pour l'ensemble de sa carrière.
- Festival de Berlin : Aucun prix n'est décerné.
- Festival international du film de Karlovy Vary : Grand prix à Kes de Ken Loach

## Récompenses

### Oscars
- Meilleur film : Patton de Franklin J. Schaffner
- Meilleur réalisateur : Franklin J. Schaffner pour Patton
- Meilleure actrice : Glenda Jackson dans Love (Women in Love) de Ken Russell
- Meilleur acteur : George C. Scott dans Patton de Franklin J. Schaffner
- Meilleur film en langue étrangère : Enquête sur un citoyen au-dessus de tout soupçon (Indagine su un cittadino al di spora di ogni sospetto) d'Elio Petri

### Autres récompenses
- Prix Louis-Delluc :  Le Genou de Claire d'Éric Rohmer
- Prix Jean-Vigo : Hoa-Binh, de Raoul Coutard
- Golden Globes : Anne des mille jours (Anne Of the Thousand Days) de Charles Jarrott (Meilleur film dramatique) ; Le Secret de Santa Vittoria (The Secret Of Santa Vittoria) de Stanley Kramer (Meilleure film musical ou comédie) ; Z de Costa-Gavras (Meilleur film en langue étrangère)

## Box-Office
- France :

1. Le Gendarme en balade de Jean Girault : 4 870 609 entrées
2. Le Mur de l'Atlantique de Marcel Camus : 4 783 000 entrées
3. Le Passager de la pluie de René Clément : 4 771 000 entrées
4. Borsalino de Jacques Deray : 4 710 381 entrées
5. Le Cercle rouge de Jean-Pierre Melville : 4 336 000 entrées

- États-Unis :

1. Love Story de Arthur Hiller
2. Airport de George Seaton
3. M*A*S*H de Robert Altman
4. Patton de Franklin J. Schaffner
5. Les Aristochats (The Aristocats) de Wolfgang Reitherman

## Principales naissances
- 20 janvier : Andrucha Waddington
- 21 janvier : Marina Foïs
- 29 janvier : Heather Graham
- 31 janvier : Minnie Driver
- 3 février : 
  - Warwick Davis
  - Anthony Russo
- 17 février : Dominic Purcell
- 23 février : Marie-Josée Croze
- 7 mars : Rachel Weisz
- 13 mars : Tim Story
- 18 mars : Queen Latifah
- 4 avril : Barry Pepper
- 29 avril : Uma Thurman
- 21 mai : Taylor Sheridan
- 26 mai : Julien Boisselier
- 23 juin : Yann Tiersen
- 26 juin : Chris O'Donnell
- 13 juillet : Bruno Salomone
- 16 juillet : Laurence Pollet-Villard  († 19 juillet 2016).
- 30 juillet : Christopher Nolan
- 8 août : Pascal Duquenne
- 23 août : River Phoenix († 31 octobre 1993)
- 26 août : Melissa McCarthy
- 11 septembre : Taraji P. Henson
- 20 septembre : N'Bushe Wright
- 29 septembre : Emily Lloyd
- 8 octobre : Matt Damon
- 6 novembre : Ethan Hawke
- 12 décembre : Jennifer Connelly
- 20 décembre : Todd Phillips

## Principaux décès
- 17 février : Alfred Newman, compositeur américain.
- 18 mars : William Beaudine, réalisateur américain.
- 17 avril : Pavel Louspekaïev, acteur soviétique (° 20 avril 1927).
- 28 avril : Ed Begley, acteur américain.
- 14 juillet : Luis Mariano, chanteur d'opérettes et acteur français.
- 23 septembre : Bourvil, humoriste et acteur français.
- 9 octobre : Jean Giono, écrivain, scénariste et réalisateur français (° 1895).
- 9 novembre : Charles de Gaulle, militaire, résistant, homme d'état et écrivain français.